# 제이크 팰트로
제이크 팰트로(영어: Jake Paltrow, 1975년 10월 26일 ~ )는 미국의 영화 감독으로, 귀네스 팰트로의 남동생이다.